# Kaple svaté Máří Magdaleny (Holešovice)
Kaple sv. Maří Magdaleny v Praze na nábřeží Edvarda Beneše je kruhová barokní kaple a první budova, jež byla na území Československa přesunuta, a to v roce 1956. Stojí na kraji Holešovic u hranic Malé Strany, v malém proužku území Holešovic, který patří do městské části Praha 1.

## Historie
Raně barokní stavbu postavil roku 1635 Jan Dominik de Barifis na klášterní vinici cyriaků (Řád Křižovníků s červeným srdcem) pro vinaře z letenských vinic a voraře, kteří zde vzdávali Bohu díky za pomoc při proplutí nebezpečných úseků Vltavy a v jejím okolí odpočívali.
V roce 1784 ji dal císař Josef II. v rámci josefínských reforem zrušit. Znovu obnovena a vysvěcena byla roku 1908, kdy ji do své péče převzala Starokatolická církev.
V padesátých letech jí hrozil zánik při přestavbě letenského nábřeží a předmostí Čechova mostu (v souvislosti s výstavbou obřího Stalinova pomníku). Profesor Dr. Ing. Stanislav Bechyně však objevil způsob její záchrany přesunutím o 31 m dále směrem proti proudu Vltavy, což bylo provedeno 3. a 4. února 1956. Po svém přesunu byla kaple položena na masivní podstavec obložený kameny a opatřena novou střechou. Do jejích šesti oken byly zasazeny vitráže Aleny Novotné-Gutfreundové zobrazující osudy kaple v různých dobách její existence (vinobraní, odpočinek vorařů, pobyt Švédů v Praze, stavba Čechova mostu, vyztužování zdiva před přesunem, přesun).

### Duchovní správa
Od roku 1908 kapli využívá Starokatolická církev, v roce 2004 zde byla ustavena samostatná farní obec.

### Externí odkazy

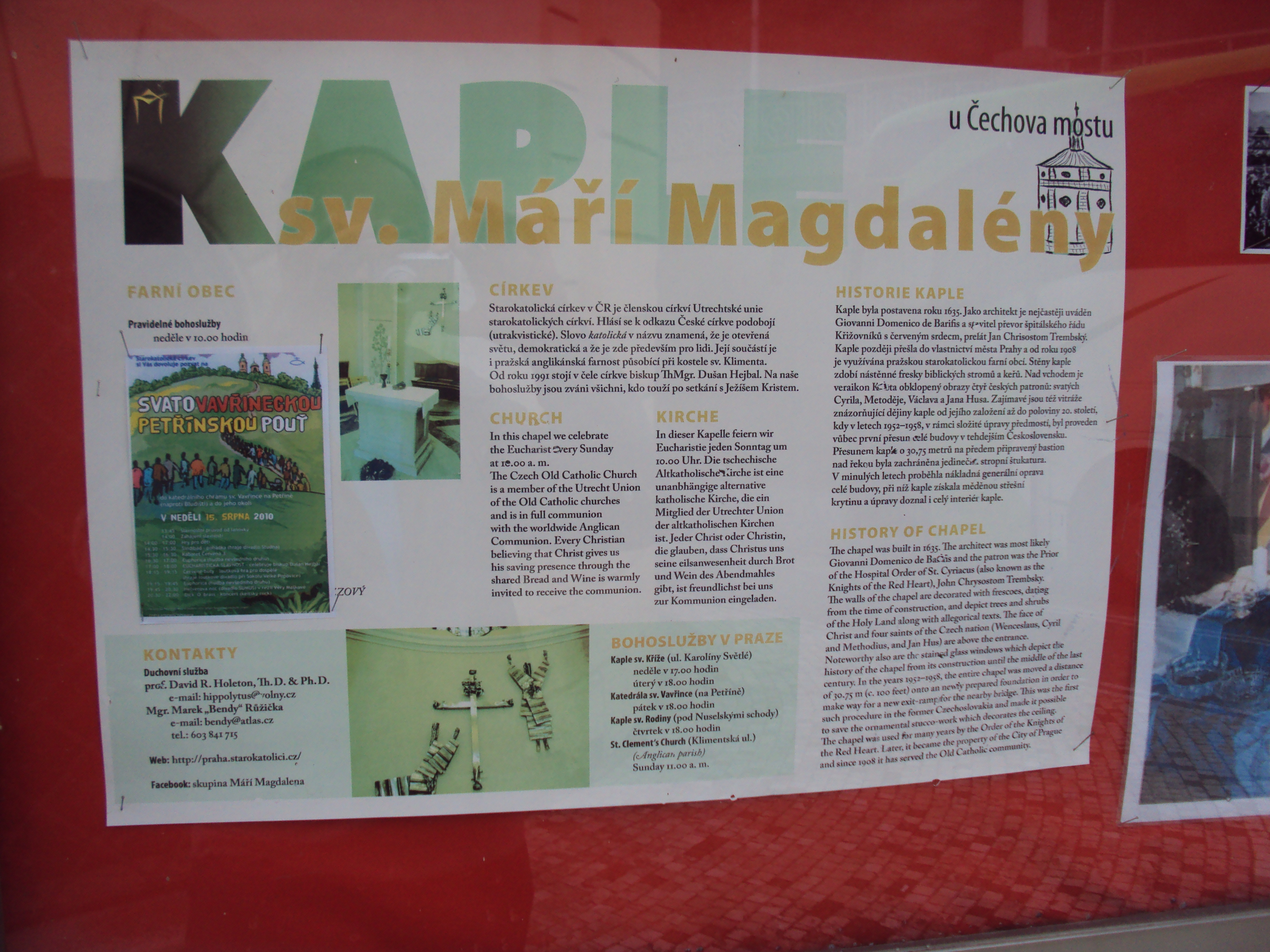
Vývěska u kaple o ní i o církvi